# 29356 Джіовардуїно
29356 Джіовардуїно (29356 Giovarduino) — астероїд головного поясу, відкритий 25 вересня 1995 року.
Тіссеранів параметр щодо Юпітера — 3,179.